# Kabinett Demirel III
Das Kabinett Demirel III war die 32. Regierung der Türkei, die vom 6. März 1970 bis zum 26. März 1971 durch Ministerpräsident Süleyman Demirel geleitet wurde.
Bei der Wahl zur Nationalversammlung in der Türkei 1969 gewann die regierende Adalet Partisi (AP) und stellte die Regierung. Schon am 11. Februar 1970 zerbrach die Regierung allerdings, nachdem Demirel mit der Verabschiedung des Haushalts gescheitert war. Demirel trat zurück, konnte für die neue Regierung und den Haushalt allerdings noch einmal eine Mehrheit organisieren. In den folgenden Monaten kam es jedoch zu wirtschaftspolitischen Verwerfungen. Im August 1970 musste Demirel den Lira stark abwerten, weil das Land aufgrund der binnenmarktorientierten Wirtschaftspolitik in Zahlungsbilanzschwierigkeiten geraten war. Der rechte Flügel der AP sah Demirel nun als Handlanger des „Auslandskapitals“ und 27 Abgeordnete schlossen sich unter Führung von Ferruh Bozbeyli in der Demokratik Parti zusammen. Damit hatte Demirel keine eigene Mehrheit mehr. In den folgenden Monaten kam es zu immer heftigeren radikalen Auseinandersetzungen zwischen linken und rechten Gruppen an den Universitäten und in den Großstädten und zu brutalen Attentaten und Entführungen der Kommandos der rechtsextremen Grauen Wölfe.
Demirel versuchte insbesondere die radikale Linke daran zu hindern, sich zu organisieren. In der Konföderation der Revolutionären Arbeitergewerkschaften der Türkei (DISK) hatten sich am 13. Februar 1967 radikale Gewerkschaften zusammengeschlossen, die sich von der Konföderation von Arbeitergewerkschaften der Türkei (Türk-İş) getrennt hatten. Demirel ließ ein Gesetz verabschieden, das die DISK daran hindern sollte, sich in den Betrieben zu organisieren. Daraufhin kam es zu Streiks und Demonstrationen. Nur mit Hilfe von Sicherheitskräften konnte Demirel die Ruhe aufrechterhalten. Der Ministerpräsident stimmte in den Ruf nach einer Einschränkung der Verfassung ein. Doch Demirel fand keine Mehrheiten für seine „Politik des starken Staates“. Als in dieser Situation der Gründer einer neuen proislamischen Partei, Necmettin Erbakan, öffentlich dazu aufforderte, den kemalistischen Staat „hinwegzufegen“, reagierten die Militärs: Am 12. März 1971 verkündete der Generalstabschef ein Memorandum, in dem das Parlament aufgefordert wurde, eine starke Regierung zu organisieren, die der Anarchie mit demokratischen Mitteln Einhalt gebiete und Reformen einleite, sonst würde das Militär die Regierungsgeschäfte übernehmen.  Demirel trat zurück.

## Minister
| Titel                                          | Name                           | Partei                                                     | Amtszeit                                                           |
| ---------------------------------------------- | ------------------------------ | ---------------------------------------------------------- | ------------------------------------------------------------------ |
| Ministerpräsident                              | Süleyman Demirel               | AP                                                         |                                                                    |
| Staatsminister                                 |                                |                                                            |                                                                    |
| Refet Sezgin Hasan Dincer                      | AP                             | 6. März 1970 – 16. Juli 1970 29. Juli 1970 – 26. März 1971 |                                                                    |
| Hüsamettin Atabeyli                            | AP                             |                                                            |                                                                    |
| Gürhan Titrek                                  | AP                             | 3. November 1969 – 21. Januar 1970                         |                                                                    |
| Turhan Biilgin                                 | AP                             |                                                            |                                                                    |
| Justizminister                                 | Yusuf Ziya Önder               | AP                                                         |                                                                    |
| Verteidigungsminister                          | Ahmet Topaloğlu                | AP                                                         |                                                                    |
| Innenminister                                  | Haldun Menteşoğlu              | AP                                                         |                                                                    |
| Außenminister                                  | İhsan Sabri Çağlayangil        | AP                                                         |                                                                    |
| Finanzminister                                 | Mesut Erez                     | AP                                                         |                                                                    |
| Bildungsminister                               | Orhan Oğuz                     | AP                                                         |                                                                    |
| Minister für öffentliche Arbeiten              | Yaşar Gülez                    | AP                                                         |                                                                    |
| Minister für Bau und Siedlungswesen            | Hayrettin Nakiboğlu            | AP                                                         |                                                                    |
| Minister für Gesundheit und soziale Sicherheit | Vedat Ali Özkan                | AP                                                         |                                                                    |
| Landwirtschaftsminister                        | İlhami Ertem                   | AP                                                         |                                                                    |
| Minister für dörfliche Angelegenheiten         | Turhan Kapanlı                 | AP                                                         |                                                                    |
| Forstminister                                  | Hüseyin Özalp                  | AP                                                         |                                                                    |
| Verkehrsminister                               | Nahit Menteşe Orhan Tuğrul     | AP                                                         | 14. Dezember 1970 4. Januar 1971 – 26. März 1971                   |
| Arbeitsminister                                | Seyfi Öztürk                   | AP                                                         |                                                                    |
| Handelsminister                                | Gürkan Titrek                  | AP                                                         |                                                                    |
| Industrieminister                              | Selahattin Kılıç               | AP                                                         |                                                                    |
| Minister für Zölle und Monopole                | Ahmet İhsan Birincioğlu        | AP                                                         |                                                                    |
| Tourismusminister                              | Necmettin Cevheri              | AP                                                         |                                                                    |
| Minister für Energie und natürliche Ressourcen | Sabit Osman Avcı Nahit Menteşe | AP                                                         | 6. März 1970 – 14. Dezember 1970 14. Dezember 1970 – 26. März 1971 |
| Minister für Jugend und Sport                  | İsmet Sezgin                   | AP                                                         |                                                                    |